# Distoleon pondoensis
Distoleon pondoensis är en insektsart som först beskrevs av Douglas E. Kimmins 1948.  Distoleon pondoensis ingår i släktet Distoleon och familjen myrlejonsländor. Inga underarter finns listade i Catalogue of Life.